# جيمس ديكنز (ملاكم)
جيمس ديكنز (بالإنجليزية: James Dickens)‏ مواليد 12 أبريل 1991 في ليفربول، مرزيسايد، إنجلترا، هو ملاكم محترف بريطاني بدأ مسيرته الاحترافية سنة 2011 حيث انتصر في نزاله الأول.

## المسيرة الاحترافية
من نزالاته:
- خسر أمام غييرمو ريجوندو (2016).

## إحصائيات
خاض خلال مسيرته 24 نزالا، فاز في 22 ولم يتعادل وخسر في 2. فاز بالضربة القاضية في 7 نزالات.

## روابط خارجية
- جيمس ديكنز على موقع بوكس ريك (الإنجليزية) (registration required)